# Karl Prusik
Karl Prusik (Vienna, 19 maggio 1896 – Perchtoldsdorf, 8 maggio 1961) è stato un alpinista e musicista austriaco, nei periodi dal 1939 al 1941 e dal 1951 al 1953 fu presidente del Österreichischer Alpenklub (ÖAK), ed è noto soprattutto come l'inventore del "nodo Prusik" a lui intitolato. Dopo la prima guerra mondiale, Prusik studiò musicologia , conseguì il dottorato nel 1923 sulle composizioni del liutista Sylvius Leopold Weisse divenne insegnante al Conservatorio di Vienna.

## Visione del mondo
Come istruttore di arrampicata, Karl Prusik è stato uno degli educatori alpini di un darwinismo sociale che fin dagli anni '20 si orientò sulla ricerca per sviluppare una "nuova verità razziale e religiosa". Essa sosteneva una "legittimazione darwinista sociale di un alpinismo da combattimento"  che avrebbe creato un uomo nuovo; lo scalatore come rappresentante della "nuova idea dello spirito del mondo". Indicò la Germania che sconfisse i romani e l'eredità delle "caratteristiche razziali spirituali" . Secondo egli lo sviluppo sociale del primo periodo tra le due guerre significò che la vita decadente degli abitanti delle città indeboliva la popolazione. Prusik fu tenente durante il Gebirgskrieg, la guerra di montagna,  1915-1918 e vedeva gli ideali dell'alpinismo come un modo per rafforzare la popolazione prima dei successivi preparativi bellici. Gettò quindi le basi per una "élite giovanile alpina popolare" a Vienna. L'area di attività era l'organizzazione giovanile apertamente revanscista "Akademischen Sektion Wien", fondata nel 1920 e guidata da Prusik dal 1921. Nella letteratura vi è disaccordo sul fatto che egli rivendicasse opinioni antisemite. Rainer Amstädter ritiene di averlo fatto in relazione alla sua tesi a favore dell'astinenza sessuale per gli alpinisti "tedeschi". Nicholas Mailänder, invece, scrive nel suo lavoro "Im Zeichen des Edelweiss" che Prusik dimostrò attraverso articoli nella corrispondenza dell'"Alpenverein Donauland"di sostenere la "Sektion Donauland" dopo che questa fu esclusa dal "Deutscher und Österreichischer Alpenverein (DuÖAV)".

### Nella Seconda Guerra Mondiale
Prusik fu uno dei sostenitori più volenterosi dell'élite del Club Alpino Nazionalsocialista guidato da Arthur Seyß-Inquart e fino al 1940 tenne corsi di arrampicata per istruttori. Nel 1941, all'età di 45 anni, fu chiamato come tenente nella Wehrmacht tedesca.  Nel 1942 ricevette la Croce al merito di guerra di seconda classe, conferita per le operazioni nelle retrovie.  Nel 1947 Karl Prusik tornò dalla prigionia in Russia e divenne nuovamente il primo vicepresidente dell'OeAK.

### Le conquiste alpine
Prusik compì la prima salita di oltre 70 nuove salite e vie. Tra l'altro fu il primo a scalare la parete nord-ovest del Planspitze, a scalare lo spigolo sud-ovest della Kleine Bischofsmütze nel Gosaukamm con Roland Hamperl,  fu anche il primo a scalare lo Spiralweg (V) sul Kleine Zinne e il bordo nord orientale del Kleiner Buchstein.  Raggiunse una fama particolare grazie al "nodo Prusik" che porta il suo nome, che descrisse per la prima volta nel giornale austriaco Alpine nel 1931 e che ancora oggi è considerato il nodo di serraggio più conosciuto al mondo.  Nel 1932 coniò il termine tedesco "gare di slalom" nello sci.  Il Prusik Peak a Washington ( Icicle Creek ), alto 2.438  m, prese il nome da Karl Prusik dai suoi primi scalatori nel 1948.

## Pubblicazioni di Karl Prusik
- Der Gitarrist Jakob Ortner als Lehrer und Mensch. Nachrichten vom Bund der Gitarristen, Wien 1984 (posthum).
- Der Bergsteiger Erzherzog Johann. Verband der alpinen Vereine Österreichs, Wien 1959.
- Ein Wiener Kletterlehrer. Artaria, Wien 1929.
- Gymnastik für Bergsteiger. Bergverlag Rother, München o. J. (um 1925).